# Phú Sơn, Nghi Sơn
Phú Sơn là một xã thuộc thị xã Nghi Sơn, tỉnh Thanh Hóa, Việt Nam.

## Địa lý
Xã Phú Sơn nằm ở phía tây thị xã Nghi Sơn, có vị trí địa lý:
- Phía đông giáp phường Nguyên Bình
- Phía tây giáp huyện Như Thanh
- Phía nam giáp xã Phú Lâm
- Phía bắc giáp huyện Nông Cống và các xã Các Sơn, Định Hải.

Xã Phú Sơn có diện tích 33,33 km², dân số năm 1999 là 4.421 người, mật độ dân số đạt 133 người/km²

## Lịch sử
Từ xa xưa trên địa bàn xã này có tuyến kênh Nhà Lê nối từ kinh đô Hoa Lư đến Đèo Ngang đi qua, là tuyến đường thủy đầu tiên trong lịch sử Việt Nam và được coi là tuyến đường Hồ Chí Minh trên sông vì những đóng góp cho các cuộc chiến tranh của người Việt.
Địa bàn xã Phú Sơn hiện nay trước đây vốn là một phần xã Thanh Kỳ thuộc huyện Như Xuân.
Ngày 29 tháng 8 năm 1980, Hội đồng Bộ trưởng ban hành Quyết định số 278-CP. Theo đó, chia xã Thanh Kỳ thành 2 xã Thanh Kỳ và Phú Sơn, chuyển xã Phú Sơn về huyện Tĩnh Gia quản lý.
Ngày 22 tháng 4 năm 2020, Ủy ban Thường vụ Quốc hội ban hành Nghị quyết số 933/NQ-UBTVQH14 thành lập thị xã Nghi Sơn trên cơ sở toàn bộ diện tích và dân số của huyện Tĩnh Gia. Xã Phú Sơn thuộc thị xã Nghi Sơn như hiện nay.